# Hynčice pod Sušinou

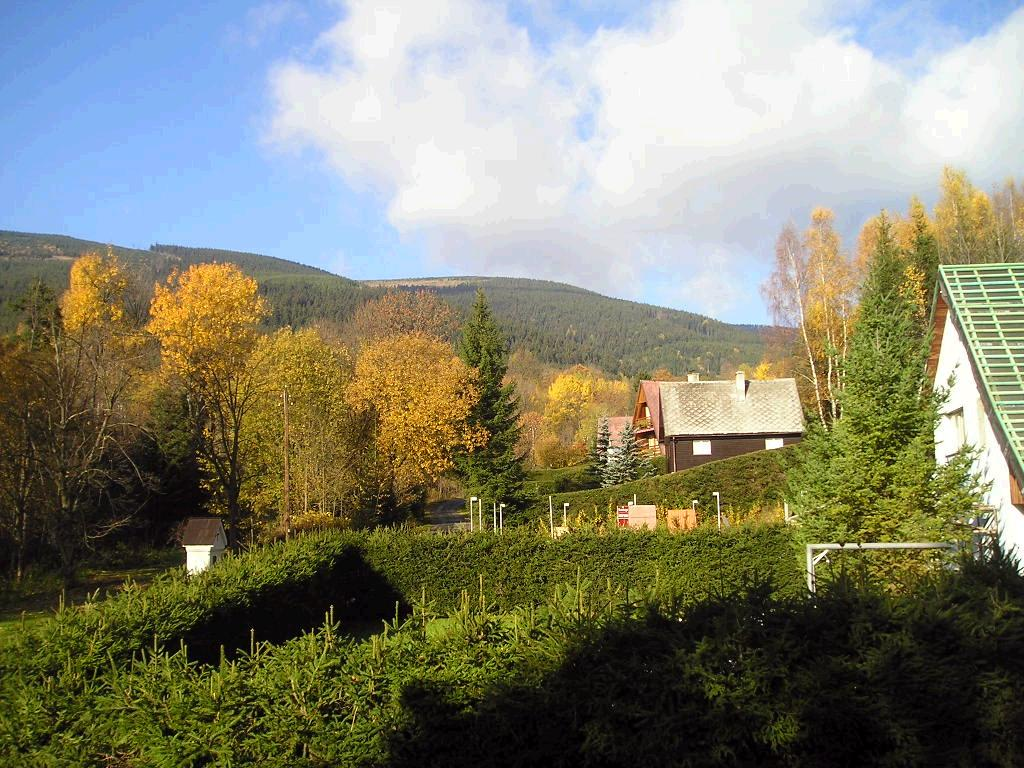
Herbstliche Ortsansicht

Hynčice pod Sušinou (deutsch Heinzendorf unter der Dürren Koppe) ist eine Ortslage der Stadt Staré Město in Tschechien. Sie liegt drei Kilometer westlich von Staré Město und gehört zum Okres Šumperk.

## Geographie
Hynčice pod Sušinou erstreckt sich am südöstlichen Abfall des Glatzer Schneegebirges im Tal des Baches Chrastický potok. Westlich erheben sich die Velká Šindelná (Schindelberg, 1195 m) und die Tetřeví hora (Schwarzberg, 1251 m), im Nordwesten die Sušina (Dürre Koppe, 1321 m) und im Norden die Štvanice (Schwarze Jagd, 866 m). Im Norden des Dorfes verlaufen Bunkerlinien des Tschechoslowakischen Walls.
Nachbarorte sind Stříbrnice im Norden, Nový Rumburk und Květná im Nordosten, Štěpánov im Osten sowie Chrastice im Südosten. Südlich liegt die Wüstung Cibulka (Cibulkafeld).

## Geschichte
Der Ort Heinzendorf Gold  wurde in der Mitte des 16. Jahrhunderts durch die Herren von Zwole und Goldenstein gegründet. Benannt ist er vermutlich nach Heinz von Zwole. Zuvor bestand zwischen Heinzendorf und Stiepanau bereits das seit 1325 nachweisbare Dorf Nikolausdorf, welches während der Hussitenkriege erlosch.
1557 wurde der wahrscheinlich aus Hohenseibersdorf stammende Andreas Lachnit als Erbrichter in Heinzendorf eingesetzt und erhielt zwei Hufen Land zugeteilt. Wenzel von Zwole gewährte den 14 Untertanen, die das Dorf gegründet hatten, im Jahre 1558 eine bis 1564 befristete Befreiung von allen Dienstbarkeiten gegenüber der Herrschaft. Auf Anordnung des Kreishauptmanns erfolgte die Streichung des Wortes „Gold“ aus dem Ortsnamen und in das Dorf wurde fortan als Heinzendorf unter der Dürren Koppe bezeichnet. 1654 lebten in dem Ort 110 Menschen. 1677 bestand Heinzendorf aus 13 Großbauernstellen, sechs Kleinbauern und fünf Beisassen. Das Erbrichteramt versah zu dieser Zeit der Müller Kaspar Lachnit. 1770 wurde eine einklassige Dorfschule eingerichtet. 1785 hatte Heinzendorf 273 Einwohner und 1791 waren es 310.
Nach der Aufhebung der Patrimonialherrschaften bildete Heinzendorf unter der Dürren Koppe / Hynčina eine politische Gemeinde im Bezirk Mährisch Schönberg. Nach dem Bau einer neuen Schule diente das alte Schulgebäude seit dem Ende des 19. Jahrhunderts als Armenhaus und brannte im Jahre 1900 ab. Der erloschene Bergbau wurde 1916 durch den Unternehmer Hermann Buhl aus Mährisch Altstadt mit 50 Bergleuten wieder aufgenommen. Wenig später zerstörte eine Dynamitexplosion die Grubenanlagen. Infolge Dauerregens wurde Heinzendorf am 23. Juni 1919 durch ein Hochwasser heimgesucht und überschwemmt. 1930 lebten in Heinzendorf 282 Menschen, die bis auf zwei Tschechen alle der deutschen Volksgruppe angehörten. 1937 erfolgte der Bau der Grenzbefestigungsanlagen entlang der deutschen Grenze. Für den Materialtransport zum Kasernen- und Bunkerbau im Glatzer Schneegebirge wurde im Juni 1937 eine Seilbahn von Heinzendorf auf die Dürre Koppe angelegt. Infolge des Münchner Abkommens wurde die Gemeinde 1938 dem Deutschen Reich zugeschlagen und gehörte bis 1945 zum Landkreis Mährisch Schönberg. 1939 hatte Heinzendorf 281 Einwohner und 1946 waren es 274. Nach dem Zweiten Weltkrieg erfolgte in vier Transporten im Jahre 1946 die Vertreibung der deutschen Bewohner nach Westdeutschland. 1961 erfolgte die Eingemeindung nach Chrastice und 1976 mit diesem zusammen nach Staré Město. Zugleich verlor Hynčice pod Sušinou auch den Status eines Ortsteiles.
Heute ist das Dorf vor allem ein Erholungsort und Wintersportzentrum. In Hynčice bestehen zwei Skiliftanlagen.

## Sehenswürdigkeiten
- Ehemalige Kapelle St. Peter und Paul, die zwischen 1866 und 1869 errichtete Kapelle erhielt seit ihrer Sanierung eine neue Nutzung als Hotel pod Zvonem.